# Ciprus az 1984. évi téli olimpiai játékokon
Ciprus a jugoszláviai Szarajevóban megrendezett 1984. évi téli olimpiai játékok egyik részt vevő nemzete volt. Az országot az olimpián 1 sportágban 5 sportoló képviselte, akik érmet nem szereztek.

## Alpesisí
Férfi
| Versenyző         | Versenyszám      | 1. futam      | 1. futam      | 2. futam | 2. futam | Összesítés | Összesítés |
| Versenyző         | Versenyszám      | Idő           | Hely.         | Idő      | Hely.    | Idő        | Helyezés   |
| ----------------- | ---------------- | ------------- | ------------- | -------- | -------- | ---------- | ---------- |
| Aléxisz Fotiádisz | Műlesiklás       | nem ért célba | nem ért célba | kiesett  | kiesett  | kiesett    | kiesett    |
| Aléxisz Fotiádisz | Óriás-műlesiklás | 1:52,98       | 73.           | 2:01,05  | 70.      | 3:54,03    | 69.        |
| Pávlosz Fotiádisz | Műlesiklás       | kizárták      | kizárták      | kiesett  | kiesett  | kiesett    | kiesett    |
| Pávlosz Fotiádisz | Óriás-műlesiklás | nem ért célba | nem ért célba | kiesett  | kiesett  | kiesett    | kiesett    |
| Lámbrosz Lámbru   | Műlesiklás       | 1:17,27       | 58.           | 1:17,35  | 42.      | 2:34,62    | 41.        |
| Lámbrosz Lámbru   | Óriás-műlesiklás | 1:56,46       | 78.           | 1:59,51  | 69.      | 3:55,97    | 70.        |
| Jánnosz Pípisz    | Műlesiklás       | 1:30,69       | 66.           | 1:30,83  | 47.      | 3:01,52    | 47.        |
| Jánnosz Pípisz    | Óriás-műlesiklás | 1:56,18       | 76.           | 2:11,55  | 75.      | 4:07,73    | 75.        |

Női
| Versenyző        | Versenyszám      | 1. futam | 1. futam | 2. futam | 2. futam | Összesítés | Összesítés |
| Versenyző        | Versenyszám      | Idő      | Hely.    | Idő      | Hely.    | Idő        | Helyezés   |
| ---------------- | ---------------- | -------- | -------- | -------- | -------- | ---------- | ---------- |
| Lína Arisztodímu | Műlesiklás       | 1:08,53  | 26.      | 1:11,11  | 21.      | 2:19,64    | 21.        |
| Lína Arisztodímu | Óriás-műlesiklás | 1:29,22  | 50.      | 1:34,23  | 43.      | 3:03,45    | 43.        |